# Neophyllaphis totarae
Neophyllaphis totarae  (лат.) — вид архаичных тлей рода Neophyllaphis из подсемейства Neophyllaphidinae. Эндемик Новой Зеландии.

## Описание
Мелкие насекомые, длина 2,8 мм (крупнейшие представители своего рода). Тело красновато-коричневого цвета. Глаза чёрные или тёмно-красные, ноги светло-коричневые или желтовато-коричневые. Усики 6-члениковые, короче чем тело. Монофаги, питаются на молодых хвойных растениях  
Podocarpus (Новая Зеландия). Отмечены как одиночно, так и в группах, сидящих на молодых ветвях. Крылатые половые особи появляются весной и летом. Диплоидный набор хромосом  2n=10. Вид был впервые описан в 1953 году,а его название происходит от имени названия растения-хозяина Подокарп тотара (Podocarpus totara)
.